# Wolfgang Panzer (Geograph)
Wolfgang Gustav Hermann Panzer (* 16. Juni 1896 in München; † 16. Juli 1983 in Mainz) war ein deutscher Geograph.

## Leben
Der Sohn von Friedrich Panzer studierte von 1915 bis 1921 an den Universitäten Frankfurt am Main, Heidelberg und Freiburg im Breisgau. Nach der Promotion 1922 an der Universität Freiburg im Breisgau und der Habilitation 1925 an der Universität Gießen bei Fritz Klute trat er zum 1. Februar 1934 der NSDAP bei (Mitgliedsnummer 3.401.556) und war von 1935 bis 1945 ordentlicher Professor an der Universität Heidelberg. Panzer war zuvor als Referent im Reichserziehungsministerium für die Sicherung der Linientreue aller Berufungen in der Geographie zuständig gewesen und ordnete seine universitären Tätigkeiten in Heidelberg den vermeintlichen Ansprüchen der NSDAP unter, während sein wissenschaftliches Werk überschaubar blieb. Mit Beginn des Zweiten Weltkrieges wurde Panzer sofort eingezogen und blieb bis Kriegsende der Universität fern. Aus politischen Gründen wurde er nach Kriegsende sofort entlassen. Nach dem Tod von Klute trat er 1952 dessen Nachfolge an der Universität Mainz an und blieb hier bis 1964 Professor für Geographie.

## Schriften (Auswahl)
- als Herausgeber mit Herbert Louis: Länderkundliche Forschung. Festschrift zur Vollendung des 60. Lebensjahres Norbert Krebs. Stuttgart 1936, OCLC 72044002.
- Der deutsche Geograph Sebastian Münster. Festvortrag bei der Gedenkfeier seines 400. Todestages in Ingelheim am 25. Mai 1952 gehalten. Ingelheim 1953, OCLC 5010585.
- mit Hartmut Leser: Geomorphologie (= Das Geographische Seminar), Westermann Verlag Braunschweig 1981, ISBN 3-14-160294-8.